# Rådvad Boldklub
Rådvad Boldklub var en dansk fodboldklub fra den nordkøbenhavnske forstad, Rådvad, der spillede i Nordre Birks Boldspil-Union. Klubben blev stiftet i 1917 og havde Sletten i Dyrehaven som deres hjemmebane, og sidenhen Taarbæks bane. Klubben blev opløst i 1921.
Klubben beskrives som en udløber af Skodsborg Boldklub.
Det nævnes i kilderne at mange af klubberne der lå i mølleåbyerne lukkede grundet det store udskiftning af fabriksmedarbejdere, det var fabriksmedarbejderne der var spillere og ledelse. Der nævnes ikke hvorvidt spillerne flyttede til Brede IF, men det nævnes at Brede IF havde fået en stabilitet i ledelsen efter Rådvad Boldklub lukkede.